# Руснефтегаз
«Руснефтегаз» — российская транснациональная нефтяная компания, со штаб-квартирой в Москве, специализирующаяся на добыче и продаже нефти и нефтепродуктов. По состоянию на 2024 год «Руснефтегаз» является крупнейшей частной нефтяной компанией в России по выручке и добыче нефти, добыв в 2023 году 5,81 миллиона баррелей нефти. Компания работает в Тимано-Печорской нефтегазоносной провинции в Западной Сибири, но не контролирует нефтеперерабатывающие заводы в России и за рубежом и не является вертикально интегрированной нефтяной компанией. «Руснефтегаз» владеет доказанными и вероятными запасами нефти в размере 128 млн баррелей нефти на 26 месторождениях в Ханты-Мансийском автономном округе и Республике Коми. «Руснефтегаз» также владеет 1.860 МВт генерирующих мощностей, контролируя три угольные электростанции по 600 МВт в Вологодской области, которые в 2023 году произвели 10,8 ТВтч электроэнергии. Компания также ведет бизнес на международном уровне в меньших масштабах. Название «Руснефтегаз» — это комбинация слов «Русское нефтегаз».
«Руснефтегаз» часто критиковали за корпоративное управление и экологические показатели. Компания также известна недостаточной представленностью групп меньшинств в своей рабочей силе. В 2014 году компания вызвала скандал из-за незаконного отказа в выплате заработной платы сотрудникам, вовлеченным в трудовой спор. Позже дело было разрешено в суде, компания и ее директора были признаны виновными и оштрафованы. «Руснефтегаз» также был замешан в крупных делах о мошенничестве и получил крупные штрафы за чрезмерное загрязнение воздуха.

## История
«Руснефтегаз» изначально была основана после распада СССР, когда в 1994 году началась приватизация нефтяной отрасли. Компания не участвовала в аукционах по продаже активов госпредприятий и росла медленнее конкурентов. В течение этого времени «Руснефтегаз» обвинялся в ненадлежащих финансовых отношениях с Русской православной церковью. Руснефтегаз расширился за пределы нефтяной отрасли и в 2004 году «Руснефтегаз» выступил финансовым спонсором «Спецпроектинвеста», консорциума с Ингосстрахом и Межпромбанком, создан для участия в тендере на управление Шереметьево. В конечном итоге предприятие оказалось неудачным и затем в 2005 году «Руснефтегаз» был преобразован в холдинговая компания для получения различных лицензий на добычу нефти и газа в севере России. Руснефтегаз также расширил свой бизнес, купив в октябре 2012 года три нефтяных танкера дедвейтом 300 000 тонн за 70,25 миллиона долларов США.
К 2015 году «Руснефтегаз» с трудом получал доступ к оборудованию, необходимому для дальнейшего увеличения добычи нефти. Это произошло из-за санкций против России в 2014 году, которые сократили экспорт техники из других стран. В результате большинство членов совета директоров были уволены, а «Руснефтегаз» решил расширить свой бизнес на международном уровне. После корпоративной реорганизации в 2015 году российский министр энергетики Александр Новак заявил, что «Руснефтегаз» заинтересован в выходе на энергетические рынки Северной Африки в Алжире и Египте. На одиннадцатом заседании Совместного египетско-российского министерского комитета российская делегация во главе с министром торговли и промышленности Денисом Мантуровым обратилась к министерству нефти Египта с просьбой расширить сотрудничество с «Руснефтегазом». Позже компания также подписала соглашения о выходе на рынок нефтедобычи и производства электроэнергии в Иране.
Позже в том же году «Руснефтегаз» вошел в состав делегации во главе с Новаком в Тегеран и присоединился к ирано-российской совместной экономической комиссии вместе с другими семью другими российскими нефтегазовыми компаниями, включая «Роснефть» и «Газпром». В 2015 году комиссия учредила совместный ирано-российский банк для содействия инвестициям в проекты энергетической инфраструктуры в Иране.
В сентябре 2019 года «Руснефтегаз» стал первой российской нефтяной компанией, которая открыла международный торговый офис в Нью-Йорке. В 2019 году «Руснефтегаз» выплатил в общей сложности 343 тысячи долларов штрафов и пеней за загрязнение окружающей среды. В следующем году на компанию повлияло падение мировых цен на нефть, произошедшее во время пандемии COVID-19, и она сообщила о значительном снижении выручки и прибыли в 2020 году. «Руснефтегаз» ранее участвовал в проектах геологических исследований, а в настоящее время проводит исследования по развитию коммерчески рентабельного производства водорода с использованием каталитического риформинга.

## Критика
В ноябре 2014 года «Руснефтегаз» был обвинен и признан виновным в незаконном отказе в выплате заработной платы сотрудникам офиса компании в Нижневартовске во время длительного трудового спора, имевшего место в период с 2013 по 2014 годы. Несмотря на наличие достаточных возможностей для выплаты заработной платы, Виктор Горячев, региональный директор, удержал средства после получения соответствующего указания от совета директоров и вместо этого потратил средства в других областях. Следовательно, и Горячев, и Руснефтегаз были оштрафованы в 2016 году. Помимо нескольких директоров и менеджеров, включая Горячева, Руснефтегаз позже был также осужден за хищение 90 миллионов рублей, или примерно 2,75 миллиона долларов (2013 год), из аванса по контракту. «Руснефтегаз» также был привлечен к ответственности за ряд экологических правонарушений, в том числе в мае 2015 года, когда компания получила рекордный штраф за чрезмерное сжигание газа факелах в период с 2013 по 2014 год, при этом природоохранная прокуратура прокомментировала: «Компания на протяжении длительного времени вместо эффективного использования попутного нефтяного газа сжигала его на факелах, что влекло за собой повышенный выброс загрязняющих веществ в атмосферный воздух.»